# 周悅讓
周悅讓，字孟伯，山東萊陽人，清朝政治人物，進士。

## 生平
道光二十七年（1847年），周悅讓中進士二甲五十六名，選翰林院庶吉士，散館改禮部主事。跟隨郝懿行學習，曾經嘗試編輯其遺稿。周悅讓著有《倦游庵文集》。清國子監祭酒、甲骨文發現者王懿荣為周悅讓學生。